# 逢郷村
逢郷村（おうさとそん）は、鳥取県八頭郡にあった自治体である。1896年（明治29年）3月31日までは八東郡に属した。

## 概要
現在の八頭町徳丸・重枝・島・南に相当する。千代川水系八東川中流域右岸に位置した。
村名は、協和こそ自治の便をなすものであるという願望の表現とされる。
藩政時代は因幡志によると鳥取藩領の八東郡丹比郷（たんぴのごう）に属する重枝村・南村、および小畑郷（おばたのごう）に属する徳丸村・上徳丸村があった。因伯郷村帳（元治元年）では徳丸村・上徳丸村・重枝村・島村・南村の5ヶ村は全て丹比郷に属したとされる。
徳丸村は枝郷の上徳丸村に対して下徳丸村とも呼ばれた。若桜街道の宿場に早くから指定されていたが元禄14年（1701年）廃止、同年に上徳丸村を分村した。安政5年（1858年）には藩政改革により当地に八東郡郡役所が設置され郡行政の中心地となった。
町村制施行時、それまでの連合戸長役場管轄区域から北山・重枝・徳丸で1村、日田・南・富枝で1村、志谷・中・稗谷・横地・妻鹿野で1村の計3村とする案があったが、登米村および逢郷村の2村として発足した。その後、1903年（明治36年）に登米村との合併勧告を受け、2年後に合併を成立した。

## 沿革
- 享和3年（1803年） - 南村から枝郷の島村を新田として幕府に届出、明治3年（1870年）領内限りで分村[5]。
- 1877年（明治10年）5月22日 - 上徳丸村が徳丸村に合併する[6]。
- 1881年（明治14年）9月12日 - 鳥取県再置。
- 1883年（明治16年）3月 - 富枝村（後の登米村大字富枝村）に設置された連合戸長役場の管轄区域となる。
- 1889年（明治22年）10月1日 - 町村制の施行により、徳丸村・重枝村・島村・南村が合併して村制施行し、八東郡逢郷村が発足。旧村名を継承した4大字を編成し、役場を徳丸村に設置[7]。
- 1896年（明治29年）4月1日 - 郡制の施行により、八上郡・八東郡・智頭郡の区域をもって八頭郡が発足し、八頭郡逢郷村となる。
- 1905年（明治38年）3月15日 - 登米村と合併して丹比村が発足。同日逢郷村廃止。

## 行政

### 村長
- 山田浅太郎：1902年（明治35年） - 1904年（明治37年）[8]、合併後丹比村長に就任[4]

## 教育
- 登米・逢郷村組合立遷風尋常小学校（後の八頭町立丹比小学校）[1][4]